# Placówka Straży Granicznej I linii „Łączki”
Placówka Straży Granicznej I linii „Łączki” – jednostka organizacyjna Straży Granicznej pełniąca służbę ochronną na granicy polsko-niemieckiej w okresie międzywojennym.

## Geneza
Na wniosek Ministerstwa Skarbu, uchwałą z 10 marca 1920 roku, powołano do życia Straż Celną. Od połowy 1921 roku jednostki Straży Celnej rozpoczęły przejmowanie odcinków granicy od pododdziałów Batalionów Celnych. Proces tworzenia Straży Celnej trwał do końca 1922 roku. Placówka Straży Celnej „Pudełko” weszła w podporządkowanie komisariatu Straży Celnej „Leman” z Inspektoratu SC „Chorzele”.

## Formowanie i zmiany organizacyjne
Rozporządzeniem Prezydenta Rzeczypospolitej Polskiej Ignacego Mościckiego z 22 marca 1928 roku, do ochrony północnej, zachodniej i południowej granicy państwa, a w szczególności do ich ochrony celnej, powoływano z dniem 2 kwietnia 1928 roku  Straż Graniczną.
Rozkazem nr 1 z 12 marca 1928 roku w sprawach organizacji Mazowieckiego Inspektoratu Okręgowego Naczelny Inspektor Straży Celnej gen. bryg. Stefan Pasławski określił strukturę organizacyjną komisariatu SG „Myszyniec”. Placówka Straży Granicznej I linii „Pudełko” znalazła się w jego strukturze.
Rozkazem nr 9 z 18 października 1929 roku w sprawie reorganizacji Mazowieckiego Inspektoratu Okręgowego komendant Straży Granicznej płk Jan Jur-Gorzechowski powołał komisariat Straży Granicznej „Leman”. Placówka weszła w jego skład.
Rozkazem nr 2 z 30 listopada 1937 roku w sprawach [...] przeniesienia siedzib i likwidacji jednostek, komendant Straży Granicznej płk Jan Gorzechowski przeniósł siedzibę komisariatu do Pudełka. Placówka I linii „Pudełko” pozostała w jego składzie i została przeniesiona do Łączek.

## Służba graniczna
Placówka ochraniała odcinek granicy państwowej długości około 5,5 kilometra.
Sąsiednie placówki
- placówka Straży Granicznej I linii „Zimna” ⇔ placówka Straży Granicznej I linii „Warmiak Duży” − 1928

## Kierownicy/dowódcy placówki
| stopień          | imię i nazwisko       | okres pełnienia służby   | kolejne stanowisko     |
| ---------------- | --------------------- | ------------------------ | ---------------------- |
| przodownik       | Franciszek Ziołkowski |                          |                        |
| przodownik       | Feliks Precz          | - 24 VII 1935            | placówka „Niedźwiadna” |
| przodownik       | Marian Solnicki       | 24 VII 1935 - był X 1936 |                        |
| starszy strażnik | Bazyli Szewczuk       | po 1937                  |                        |